# Dompierre-sur-Authie
Dompierre-sur-Authie és un municipi francès situat al departament del Somme i a la regió dels Alts de França. L'any 2007 tenia 416 habitants.

## Demografia

### Població

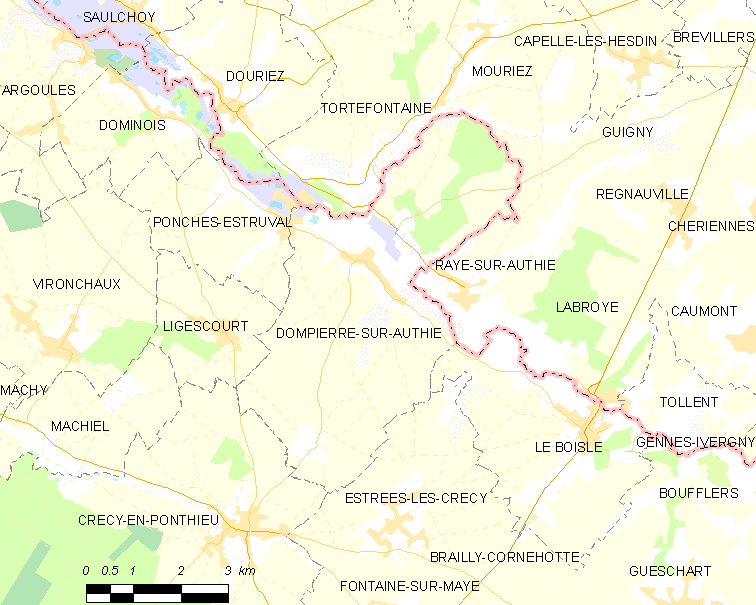
mapa del municipi

El 2007 la població de fet de Dompierre-sur-Authie era de 416 persones. Hi havia 162 famílies de les quals 44 eren unipersonals (12 homes vivint sols i 32 dones vivint soles), 65 parelles sense fills, 49 parelles amb fills i 4 famílies monoparentals amb fills.
La població ha evolucionat segons el següent gràfic:
Habitants censats

### Habitatges

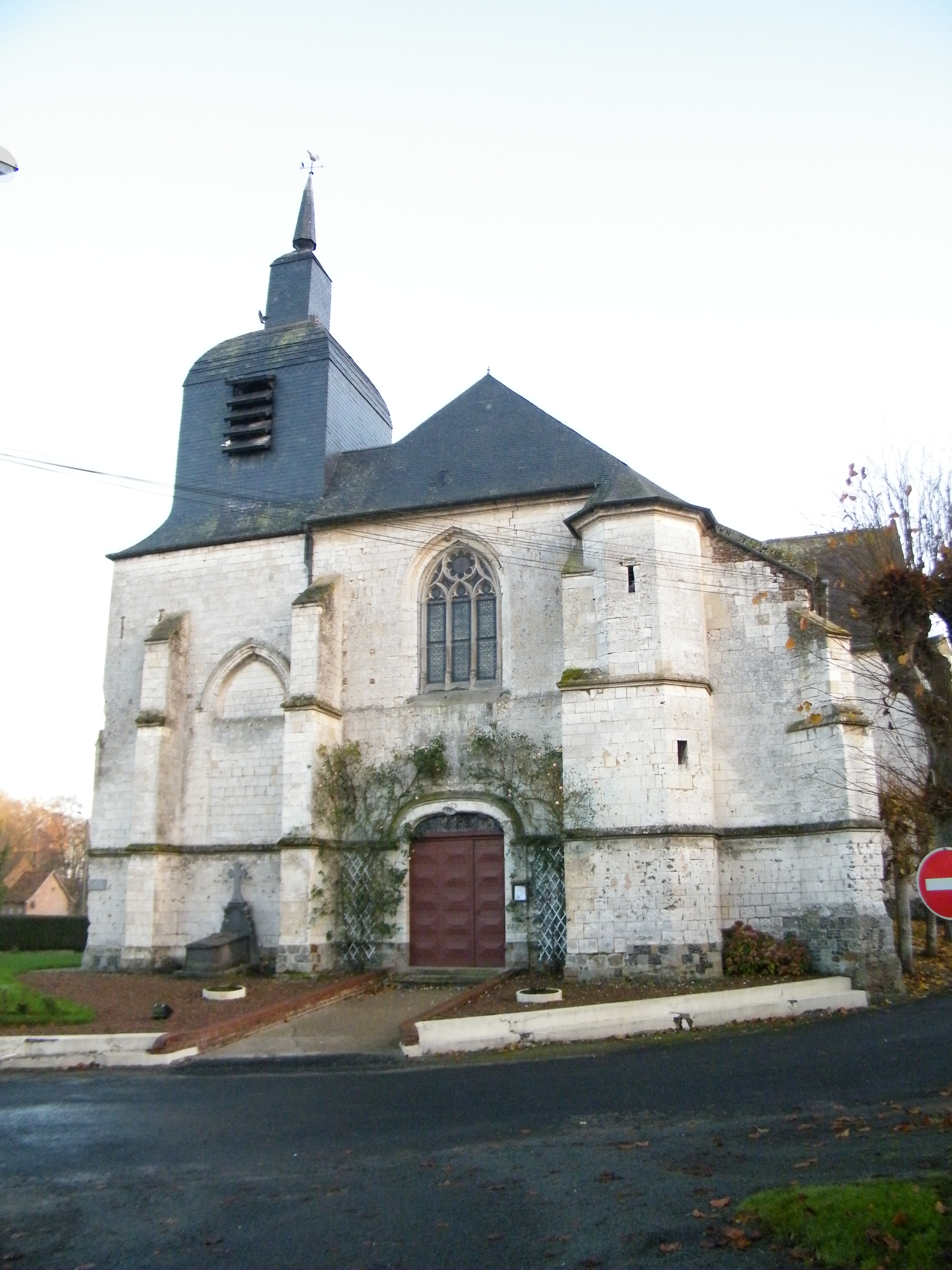
església

El 2007 hi havia 278 habitatges, 170 eren l'habitatge principal de la família, 91 eren segones residències i 17 estaven desocupats. Tots els 276 habitatges eren cases. Dels 170 habitatges principals, 146 estaven ocupats pels seus propietaris, 19 estaven llogats i ocupats pels llogaters i 5 estaven cedits a títol gratuït; 1 tenia una cambra, 3 en tenien dues, 22 en tenien tres, 67 en tenien quatre i 77 en tenien cinc o més. 140 habitatges disposaven pel capbaix d'una plaça de pàrquing. A 88 habitatges hi havia un automòbil i a 57 n'hi havia dos o més.

### Piràmide de població

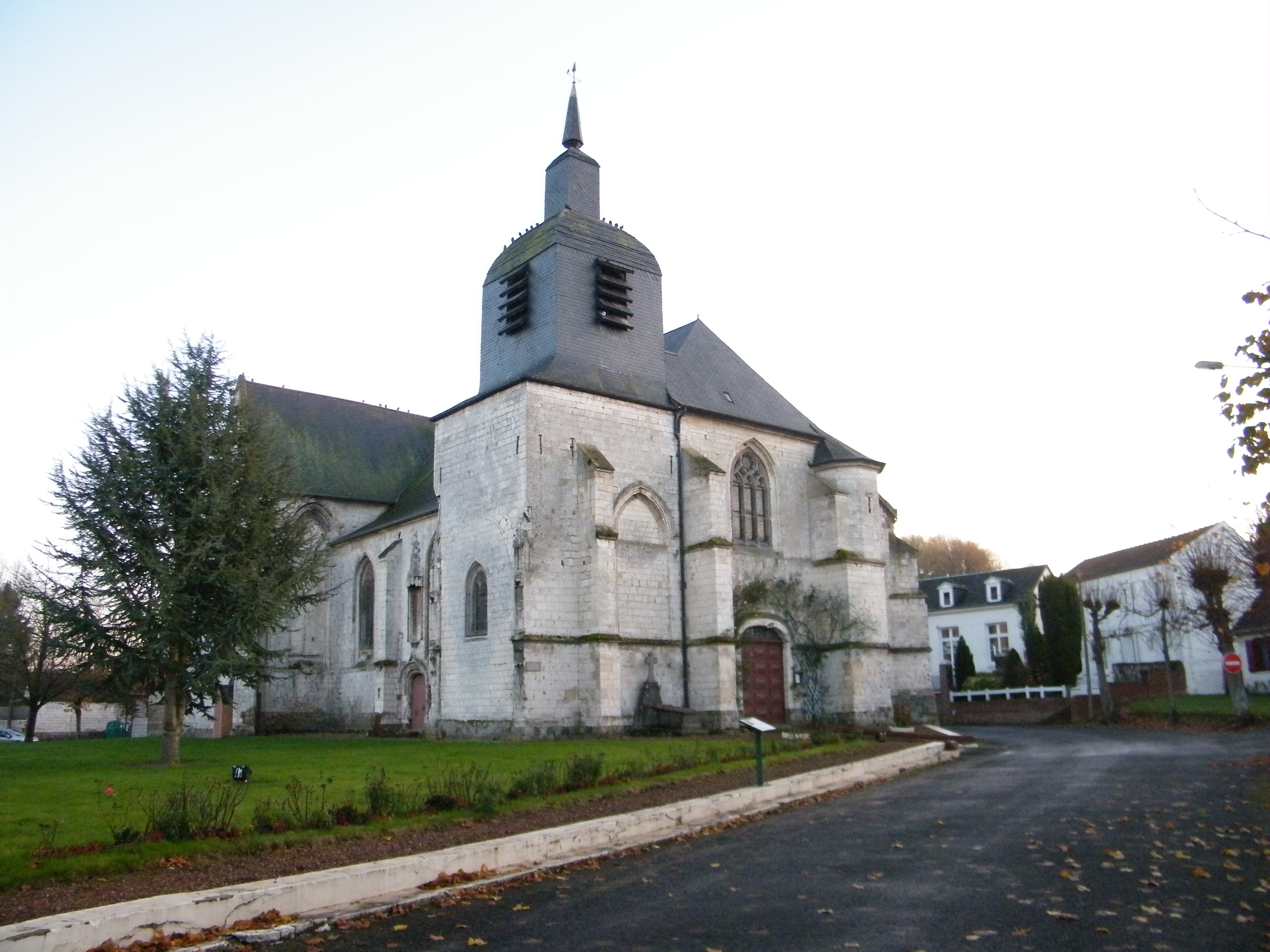

La piràmide de població per edats i sexe el 2009 era:
| Homes | Edats   | Dones |
| ----- | ------- | ----- |
| 0     | 95 o +  | 4     |
| 4     | 90 a 94 | 0     |
| 8     | 85 a 89 | 0     |
| 4     | 80 a 84 | 8     |
| 12    | 75 a 79 | 20    |
| 20    | 70 a 74 | 8     |
| 16    | 65 a 69 | 16    |
| 12    | 60 a 64 | 4     |
| 4     | 55 a 59 | 16    |
| 12    | 50 a 54 | 8     |
| 8     | 45 a 49 | 4     |
| 12    | 40 a 44 | 4     |
| 20    | 35 a 39 | 12    |
| 12    | 30 a 34 | 28    |
| 20    | 25 a 29 | 12    |
| 4     | 20 a 24 | 4     |
| 8     | 15 a 19 | 12    |
| 12    | 10 a 14 | 16    |
| 16    | 5 a 9   | 8     |
| 16    | 0 a 4   | 0     |

## Economia

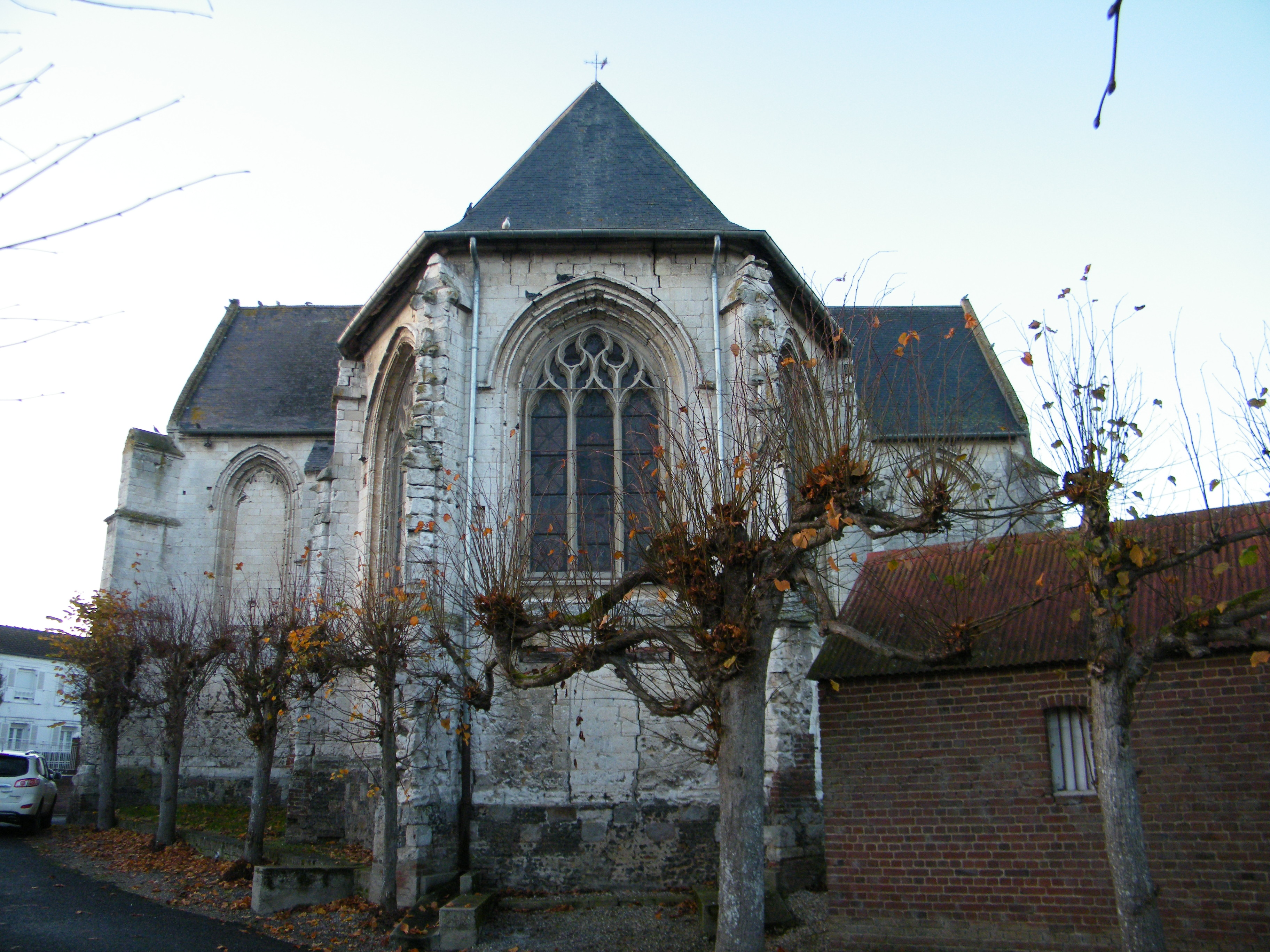

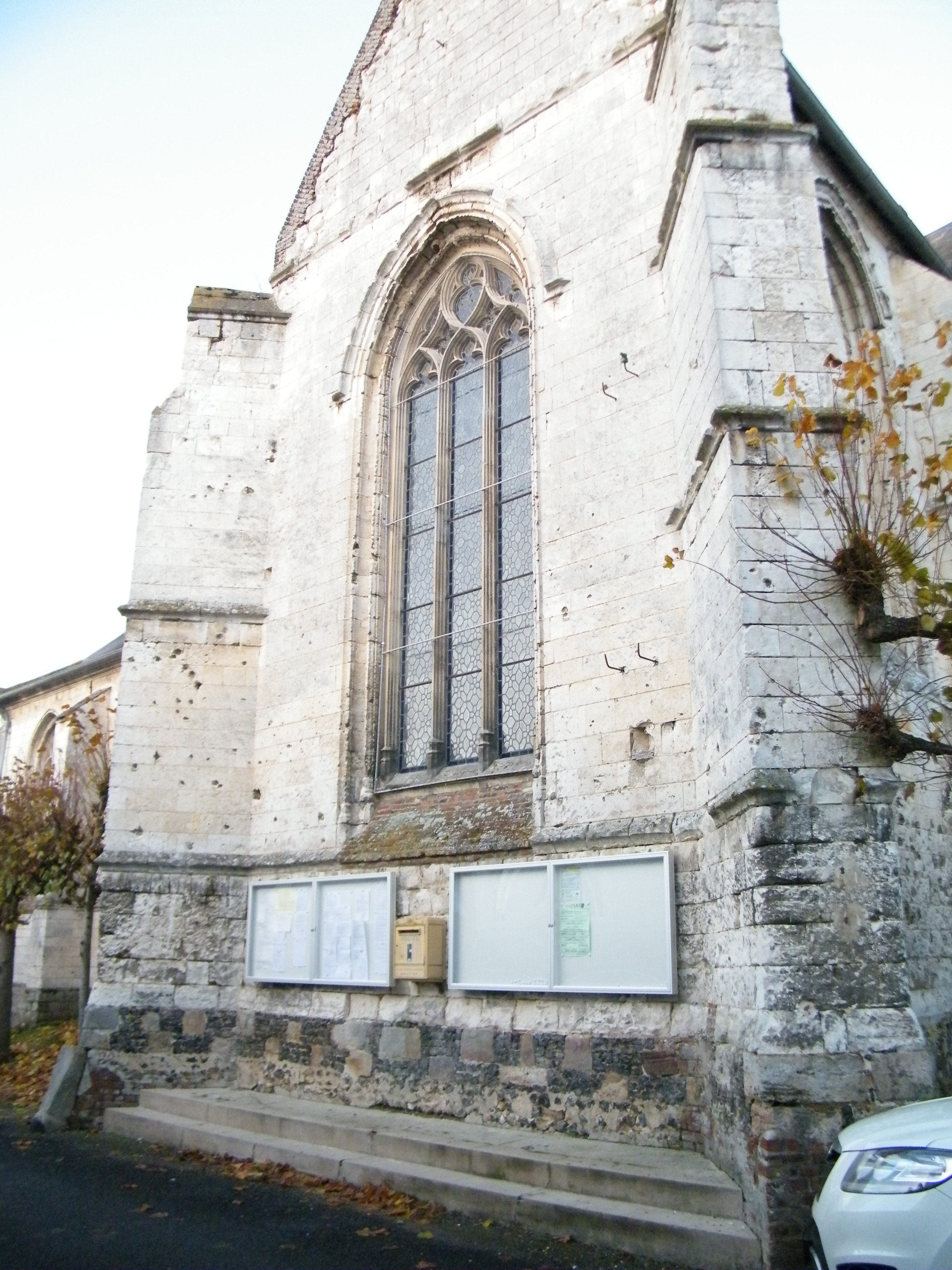

El 2007 la població en edat de treballar era de 225 persones, 147 eren actives i 78 eren inactives. De les 147 persones actives 129 estaven ocupades (76 homes i 53 dones) i 18 estaven aturades (10 homes i 8 dones). De les 78 persones inactives 28 estaven jubilades, 15 estaven estudiant i 35 estaven classificades com a «altres inactius».

### Ingressos
El 2009 a Dompierre-sur-Authie hi havia 174 unitats fiscals que integraven 412 persones, la mediana anual d'ingressos fiscals per persona era de 14.276 €.

### Activitats econòmiques
Dels 9 establiments que hi havia el 2007, 5 eren d'empreses de construcció, 3 d'empreses de comerç i reparació d'automòbils i 1 d'una empresa d'hostatgeria i restauració.
Dels 4 establiments de servei als particulars que hi havia el 2009, 1 era un paleta, 1 fusteria, 1 lampisteria i 1 electricista.
Dels 2 establiments comercials que hi havia el 2009, 1 era una llibreria i 1 una botiga de roba.
L'any 2000 a Dompierre-sur-Authie hi havia 17 explotacions agrícoles que ocupaven un total de 1.358 hectàrees.

## Equipaments sanitaris i escolars

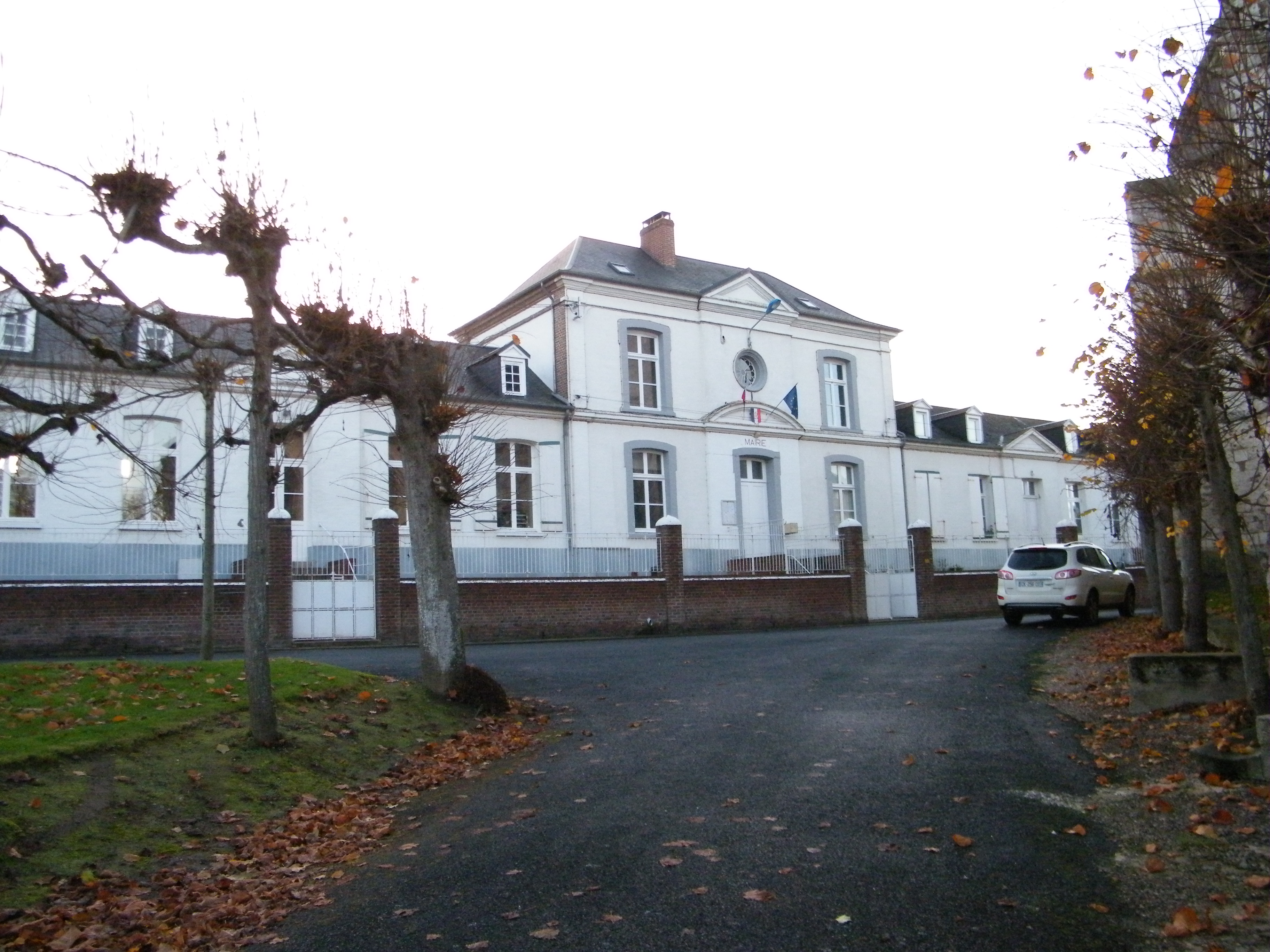

El 2009 hi havia una escola elemental integrada dins d'un grup escolar amb les comunes properes formant una escola dispersa.

## Poblacions més properes

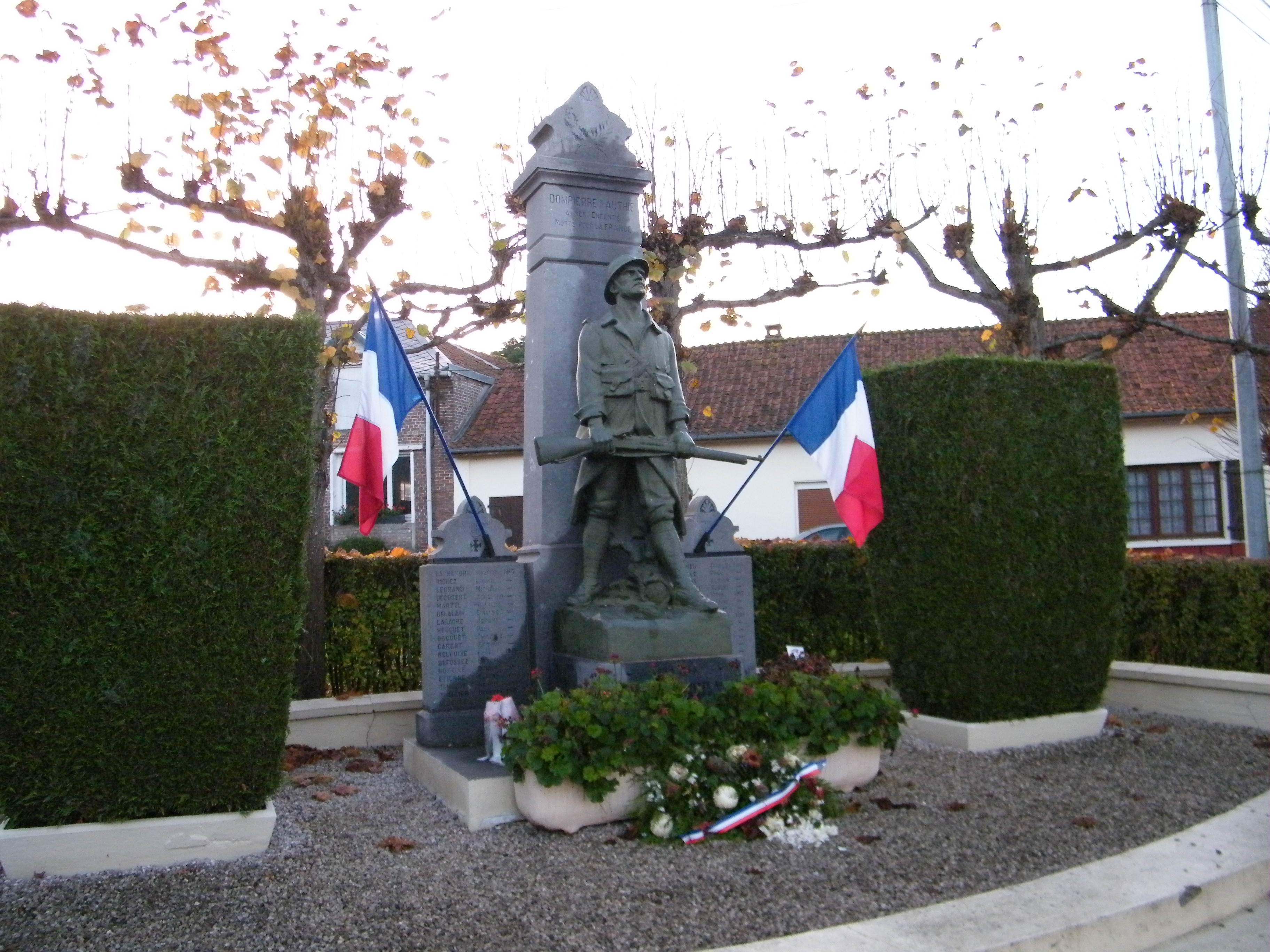

El següent diagrama mostra les poblacions més properes.

## Referències

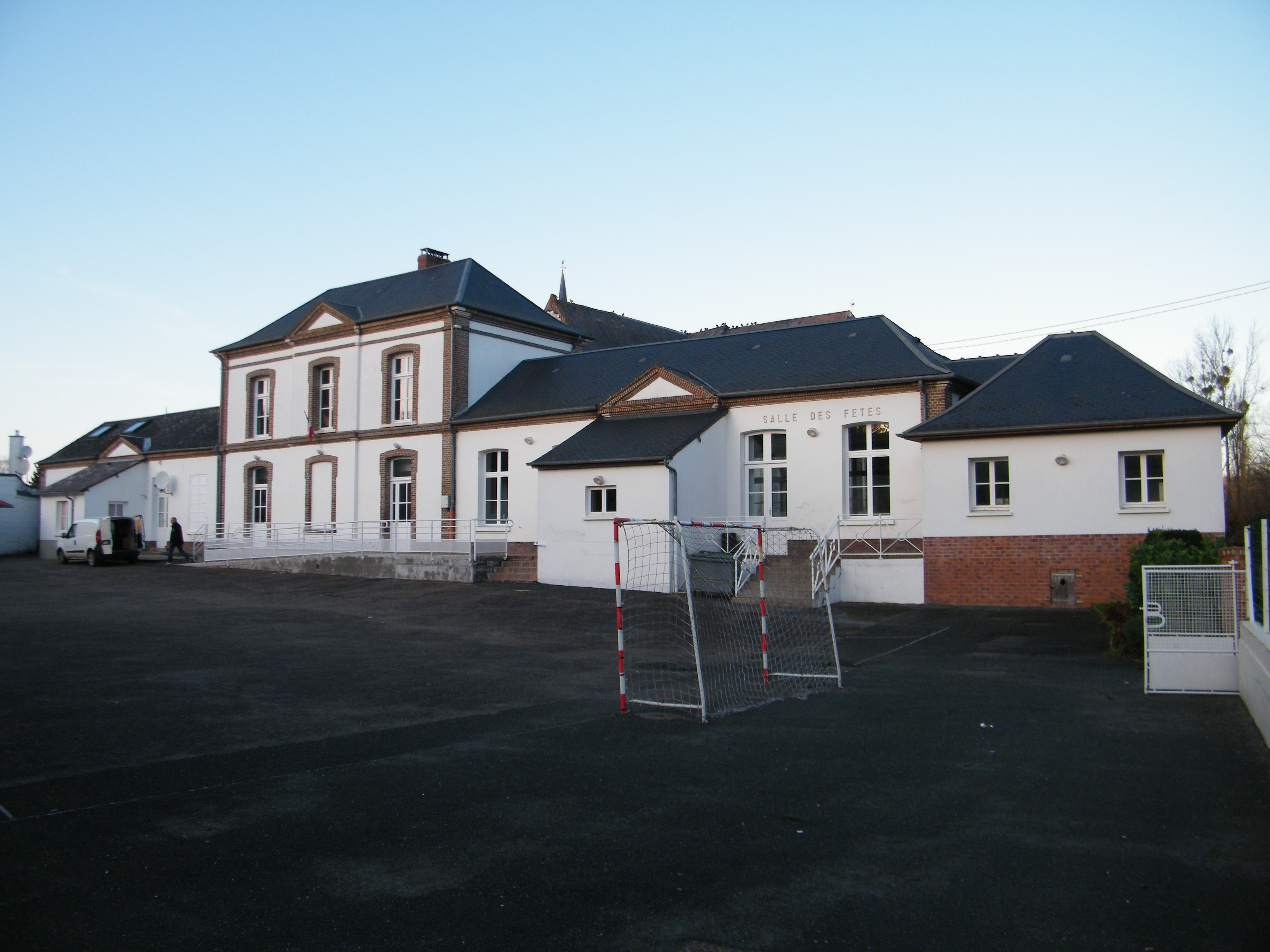